# 32381 Bellomo
32381 Bellomo è un asteroide della fascia principale. Scoperto nel 2000, presenta un'orbita caratterizzata da un semiasse maggiore pari a 2,8120600 UA e da un'eccentricità di 0,0364345, inclinata di 7,37497° rispetto all'eclittica.